# Metylisotiazolinon
Metylisotiazolinon,MIT eller blot MI, hører til gruppen af isotiazolinoner, og stoffet er et vidt udbredt konserveringsmiddel og pesticid (bekæmpelsesmiddel). Indholdet i kosmetik og maling har vist sig at give allergi.

## Egenskaber

### Kemiske egenskaber
Metylisotiazolinon kan nedbrydes i naturen ved hydrolyse, fotolyse, ved mikrobiel nedbrydning og ved kemisk omsætning. Hydrolyse sker dog meget langsomt i neutralt eller surt miljø. I et basisk miljø kan man konsatere, at nedbrydningen foregår hurtigere.

## Anvendelse
Metylisotiazolinon er dræbende for mange mikrober og bruges som konserveringsmiddel i kosmetik og husholdnings- og industrirengøringsmidler, til vandbehandling, i smøremidler, farvestoffer, malinger, klæbemidler og ved fremstilling af papir. Ofte bruges stoffet i en blanding med klormetylisotiazolinon (CMIT) eller benzisotiazolinon. Ifølge en undersøgelse fra 2000 indeholdt 43 % af farvestoffer, malinger og overfladebehandlinger blandingen CMIT/MIT. I klæbemidler, fyldstoffer og tætningsmidler var det 45 %.

## Biologisk betydning
I Kosmetikvarer kan blandingen af metylisotiazolinon og klormetylisotiazolinon fremkalde allergiske reaktioner. Ca. 2 % af befolkningen reagerer med allergi på disse stoffer. Også når man opholder sig i nymalede rum, kan man lide under allergiske reaktioner.

## Eksterne links og referencer
1. ↑  Methylchloroisothiazolinone/methylisothiazolinone (eller MCI/MI eller ”Kathon”). Videncenter for allergi
2. ↑  codecheck.info – Produktet, der indeholder metylisotiazolinon
3. ↑  Deutsches Lackinstitut: Warum enthalten Lacke und Farben Konservierungsstoffe? Arkiveret 28. september 2007 hos  Wayback Machine, Interview med Hans-Joachim Weintz, medlem af det tekniske udvalg for bygningsmalinger og af projektgruppen for forbrugeroplysning under sammenslutningen af tysk lakindusti
4. ↑  Rohm and Haas: Kathon CG – A safe, effective, globally approved preservative for rinse-off products.
5. ↑  Reinhard et al.: Preservation of products with MCI/MI in Switzerland. Contact Dermatitis. 2001, 45(5):257–64
6. ↑  Din maling kan give dig allergi. Videnskab.dk

- Arbeitsgemeinschaft ökologischer Forschungsinstitute (AGÖF): Isothiazolone aus Wandfarben Arkiveret 16. december 2012 hos  Wayback Machine (tysk)